# Ішутино (Жуковський район)
Ішутино (рос. Ишутино) — присілок в Жуковському районі Калузької області Російської Федерації.
Населення становить 20 осіб. Входить до складу муніципального утворення Село Троїцьке.

## Історія
Від 2004 року входить до складу муніципального утворення Село Троїцьке

## Населення
| 2002 | 2010 |
| ---- | ---- |
| 23   | ↘20  |